# 銀の靴
『銀の靴』（ぎんのくつ、Happy Go Lovely）は、1951年のイギリスのミュージカル・コメディ映画。H・ブルース・ハンバーストーンが監督。ヴェラ＝エレン、デヴィッド・ニーヴン、シーザー・ロメロ主演。
『銀の靴』という邦題は配給会社が3年前に『赤い靴』を大当たりさせた実績にあやかった。ディアナ・ダービンの主演作『銀の靴』（米：1939年）とは関係がない。

## ストーリー
エジンバラの年中行事、世界音楽演劇祭がたけなわで世界中の有名な音楽家、興行師が集り、ケンを競っていた。アメリカからやって来て一儲けを企むジョン・フロスト(シーザー・ロメロ)はマーキュリー劇場でキレイどころをずらりと並べ、軽快な大ミュージカル・ショウ「君への戯れ」を上演する用意をしていた。
しかし、内面は火の車で金をもつと工面しなければ上演できないし債権者には追廻される。二つちも三つちもゆかなくなり、困っているところへ、コーラス・ガールのジャネット・ジョーンズ(ヴェラ＝エレン)がこの地の大富豪B・G・ブルーノ氏(デヴィット・二ヴェン)の車で乗りつけて来た。
ジャネットがふとしたことから乗った車だとは知らぬフロストは、てっきりブルーノ氏と懇意なのだと思いジャネットを主役にしてブルーノ氏から金を借りようと思いついた。
更にジャネットは一流衣装店の御用聞きの訪問を受け、高価な衣装を、貰ったので驚いたが、もっと驚いたのはブルーノ氏で、その請求書を、突きつけられて目を白黒させるのだった。ブルーノ氏はその事でジャネットに逢いにマーキュリー劇場へ行くと、ジャネットはジャネットでブルーノ氏を新聞記者のポール・トレーシーと間違えてしまった。一目見たブルーノ氏はジャネットに参って、衣装の件も新聞記者と間違われたこと兎に角そのままとしてジャネットに果して気があるや如何にと確かめることにした。
そうこうしている中にフロストは債権者達に追い廻されてどうにもならなくなり、五百万長者のブルーノ氏がこのショウの主役女優の昵懇の間柄で今晩料理屋で二人が食事をするところだと云って債権者達を納得させてしまった。
フロストはジャネットにブルーノ氏と一緒に料理屋へ言ってくれと頼むと、ジャネットはブルーノを新聞記者だとおもっているのでこの依頼に呆れてしまうが、勿論ブルーノ氏は大喜びで招きに応じた。
フロストがいよいよどうにも上演出来そうにもなくなった時、窮状を察したブルーノ氏が一万ポンドの小切手を切って握らせてくれたので、ほっと胸をなで下したのも束の間、ブルーノ氏を三文記者だと思っているジャネットに、そんな小切手は反故だと云われ、それではやはりニセモノかと真青になって怒ったフロストは警察を呼んだがブルーノ氏はもう立ち去った後だった。
てんやわんやの末やっと初日の蓋をあけられることになり、ジャネットはやんやの大喝采を博した。踊っている時ボックスに収って御満悦のブルーノ氏がいると聞いたジャネットは警官に捕まっては大変とショウの間、彼を無理矢理に楽屋へ引っ張り込む。その後をフロストと警官が大声で追廻するので楽屋裏は大騒ぎとなり、とうとう捕まったブルーノ氏は簡単に本物であることを証明してしまうのでフロストは仰天する。この騒動に困惑していたジャネットにブルーノ氏は求婚、ジャネットは喜びOKして舞台へ立った。

## ミュージカルナンバー
- MacIntosh's Wedding (マッキントッシュの結婚式)
- One-Two-Three (ワン・トゥ・スリー)
- London Town (ロンドンの街)
- Would You - Could You? (どう、出来る？)

## キャスト
- ジャネット・ジョーンズ: ヴェラ＝エレン
- B・G・ブルーノ: デヴィッド・ニーヴン
- ジョン・フロスト: シーザー・ロメロ
- チャーリィ: ボビィ・ハウズ（英語版）
- メイ: ダイアン・ハート（英語版）
- ポール・トレーシー: ゴードン・ジャクソン
- マダム・アマンダ: バーバラ・クーパー（英語版）
- ドッヅ: ヘンリー・ヘウィット（英語版）
- アーコート夫人: グラディス・ヘンソン（英語版）
- ベティ: サンドラ・ドーン（英語版）